# نقل المنشآت

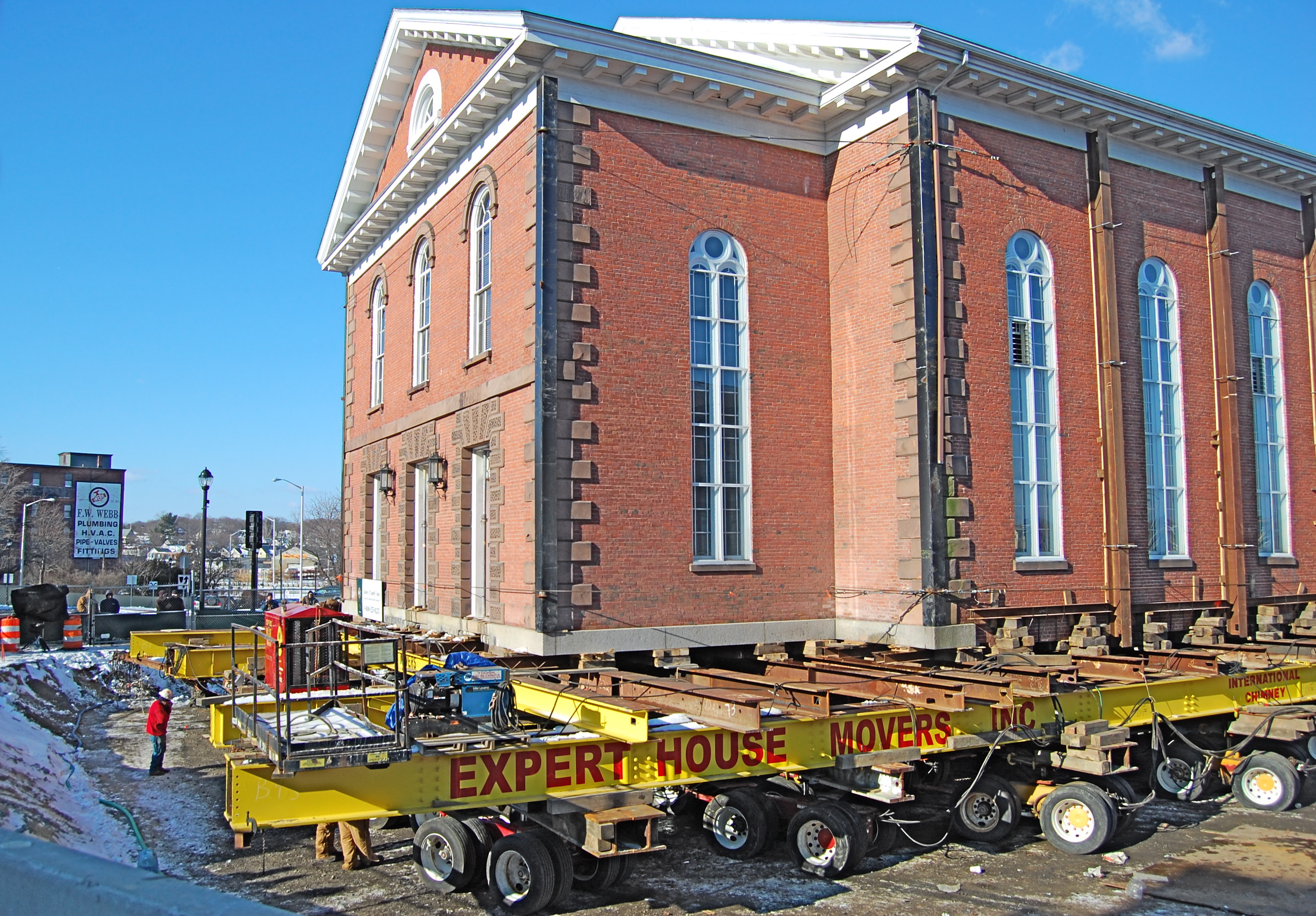

نقل المنشآت أو ترحيل المنشآت هي عملية نقل المنشأة من موقع إلى آخر. هناك طريقتان رئيسيتان لنقل المباني: تفكيكها وإعادة تجميعها في الوجهة المطلوبة، أو نقلها بمجملها. في الطريقة الأخيرة، يُرفع المبنى في البداية وبعدها يُدفع إما على سكك مؤقتة أو على منصة ذات عجلات إذا كانت المسافة قصيرة. عدا عن ذلك، تُستخدم العجلات كما في الشاحنات المسطحة. يمكن لعمليات النقل أن تكون معقدة وأن تتطلب إزالة الأجزاء البارزة من المبنى، مثل المدخنة، بالإضافة إلى وجود عقبات على طول الرحلة، مثل الكابلات الهوائية والأشجار.
تتراوح أسباب نقل البناء من أسباب تجارية مثل الإطلالة، إلى أسباب تتعلق بالحفاظ على مبنى تاريخي أو مهم. يمكن لعملية النقل أن تكون ببساطة بناءً على رغبة المالك، أو لفصل المبنى عن قطعة الأرض الموجود عليها.

## المعدات

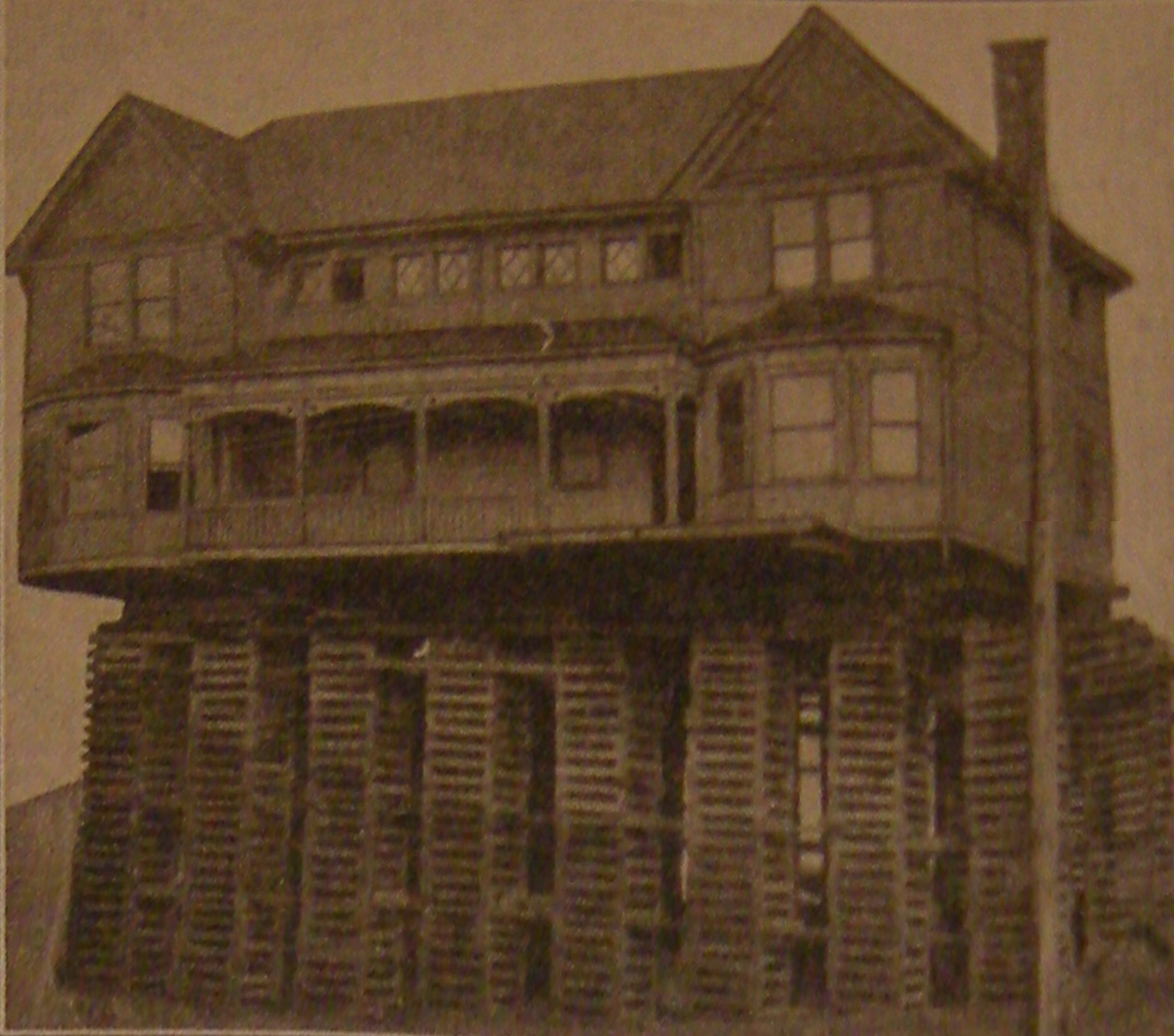
منزل فوق بنايات، سياتل، واشنطن، 1917

عادةً، تجري عملية رفع الهيكل بكامله عن طريق سنده بوضع إطار فولاذي مؤقت تحته وربطه معه. توضع شبكة من الرافعات الهيدروليكية تحت الإطار ويجري التحكم بها عن طريق نظام رفع موحد، ترفع المبنى عن الأساس. هناك طريقة قديمة ذات تقنية بسيطة وهي عن طريق استخدام رافعات بناء تدعى روافع لولبية تدار بطريقة يدوية.
في نظامي الرفع المذكورين أعلاه، هناك جوائز خشبية تدعى المهود أو مهود صندوقية داعمة تكون مكدسة على شكل كومة منتظمة لدعم البناء والروافع إذ تسمح برفع وخفض المبنى بمقادير معينة. حالما يصبح المبنى على ارتفاع كاف، توضع شاحنة مسطحة أو منصة هيدروليكية ذات عجلات تحت الإطار الفولاذي لدعم عمليات النقل إلى الوجهة النهائية. بعد النقل، يُنزل المبنى عن طريق عكس الخطوات المطبقة سابقًا.

## أسباب نقل مبنى
هناك عدة أسباب لنقل منشأة. مثلًا، يمكن للتطوير العمراني، كالتجديد الحضري، أن يكون سببًا في عملية النقل. أيضًا، في حال شراء مبنى ما، ورغبة المشتري بنقله، لأسباب تتعلق بالإطلالة. يمكن أيضًا أن يرغب المالك ببيع الأرض التي يقع عليها المبنى، لكنه يريد الإبقاء على المبنى.
سبب آخر لترحيل المبنى هو للحفاظ عليه بسبب أهميته التاريخية. مثال على هكذا أمر هو منزل لين أن تاي التاريخي في تايوان. يمكن إجراء عملية نقل كهذه لأن المبنى مُعرض للخطر في مكانه الحالي.
في جزيرة تشيلوي في تشيلي، هناك تقليد مُتمثل بنقل المنازل إذا كان موقعها الأصلي مسكونًا. يوضع المنزل على بكرات اسطوانية من جذوع الأشجار ويُجر إلى الموقع الجديد بواسطة الثيران. 

## عمليات نقل بارزة

### عمليات نقل للمنشأة بكاملها
في الأصل، كان قوس الرخام في لندن (1847) مدخلًا لقصر باكينغهام الذي أُعيد بناؤه حديثًا. إثر توسيع قصر باكينغهام، نُقل إلى موقع قرب هايد بارك، واكتمل العمل عام 1851.
من أجل الحفاظ على شجرة واحدة، نقل مصطفى كمال أتاتورك، أول رئيس للجمهورية التركية، منزله الصيفي، قصر يالوفا أتاتورك، أربعة أمتار شرقًا عام 1936.
بين 12 أكتوبر و14 نوفمبر عام 1930، نُقل مبنى إنديانا بل ذي الثمانية طوابق والذي يزن 11,000 طن، وهو مقر شركة اتصالات إنديانا بل، لمسافة 52 قدم جنوبًا ودُوّر بمقدار 90 درجة. استمرت عمليات التشغيل الهاتفية دون انقطاع أثناء سير عملية نقل المبنى.
في عام 1950 كان مبنى شركة هاتف مكسيكو متوضعًا في مدينة غوادالاراخا ونُقل مسافة 11.8 متر دون حدوث أي انقطاع في عمليات التشغيل الهاتفية. يزن المبنى 1,700 طن مكعب. بدأ المشروع في مايو وانتهى في نوفمبر عام 1950. استغرقت عملية تحريك المبنى بذاته 5 أيام. كان رئيس المشروع خورخي ماتوت ريموس، مهندس إنشاءات ورئيس جامعة غوادالاراخا في ذلك الوقت.
مبنى الكاديكوم في بوغوتا، كولومبيا (يزن 7,000 طن مكعب، المسافة المنقولة: 95 قدم)؛ نُقل في أكتوبر عام 1974 باستخدام بكرات اسطوانية فولاذية. نُقل المبنى ذو الطوابق الثمانية غربًا من أجل بناء جادة. دخلت عملية نقل مبنى كوديكوم في كتاب غينيس للأرقام القياسية العالمية وحافظت على رقمها القياسي لمدة ثلاثين عامًا.
نُقل مسرح الجوهرة ومسرح القرن، - يقع كلاهما داخل نفس المبنى في ديترويت - لمسافة خمسة شوارع على عجلات إلى موقعهما الجديد في جادة ماديسون 333 في 16 أكتوبر 1999، بسبب تطوير منطقة حديقة كوميريكا حين أصبحت مقرًا لفريق نمور ديترويت (ديترويت تايغرز).  بمسافة النقل هذه والمقدرة بنحو 563 متر تُعد أبعد عملية نقل معروفة لمبنى ضخم سجله العالم على الإطلاق من قِبل شركة ناقلي المنازل الخبراء.
كان نقل المنشآت شائعًا في ثمانينيات القرن العشرين في رومانيا بسبب مشاريع بناء تشاوتشيسكو. كانت العديد من الأبنية، ومن ضمنها كنائس وأحيانًا عمارات شقق قديمة، تُنقل باستخدام روافع هيدروليكية. كان أحد أبرز الإنجازات التي حُققت هناك، في 27 مايو عام 1987، بناء سكني يزن 7600 طن قُسم إلى نصفين ونُقل بكامله، مع بقاء الأشخاص في داخله، دون أي ضرر على الإطلاق. ما زال المبنى قائمًا لهذا اليوم، وكان واحدًا من أكثر عمليات النقل صعوبة في العالم كله. كان هناك مهندس يُدعى يوجينيو إيورداتشيسكو نقل 29 مبنيًا (كان منها 13 كنيسة) خلال مسيرته المهنية.
كجزء من تطوير مركز مينيسوتا شوبرت للتعليم والفنون المسرحية، نُقل مسرح شوبرت بين 9 فبراير 1999 و21 فبراير 1999. نُقل المبنى الذي يزن 2,638 طنًا ثلاث مربعات سكنية وهي أثقل عملية نقل مبنى مسجلة أُجريت على عجلات.
بُنيت منارة بيل توت التي تزن 850 طنًا عام 1831 قرب حافة منحدر على ثاني رأس بحري (أرض داخلة في البحر) غرب بيتشي هيد شرق ساسكس في إنجلترا. نُقلت أكثر من 17 متر داخل الأرض عام 1999 بسبب تعرض المنحدر للتعرية. دُفعت بواسطة أربع روافع هيدروليكية على أربعة جوائز خرسانية وفولاذية إلى موقع جديد صُمم خصيصًا للسماح بعمليات نقل مستقبلية محتملة.
في عام 1999، نُقلت منارة كيب (رأس) هاتراس، ارتفاعها 63 متر ووزنها 2540 طن، 2,900 قدم لحمايتها من الضرر بسبب عملية تآكل الشاطئ. حين بُنيت منارة شمال كارولينا عام 1870، كانت تبعد 460 متر عن البحر، لكن بحلول عام 1935 تآكل الشاطئ وأصبحت الأمواج على بعد 30 متر فقط. بدءًا من عام 1930، جرت المحاولة من خلال بذل العديد من الجهود لإيقاف التآكل، من ضمنها إضافة أكثر من مليون يارد مكعب من الرمال السائبة الناعمة، وأكياس رمل ضخمة وجدران خرسانية وفولاذية. اتضح بعد 70 سنة تقريبًا أن محاربة التآكل كانت معركة بلا نهاية، واتُخذ القرار بنقل المنارة بعيدًا عن البحر.
نُقل تمثال رمسيس الثاني الذي يعود تاريخه إلى 3,200 عامًا في القاهرة في 25 أغسطس عام 2006 من ساحة رمسيس إلى موقع أثري جديد. كان التمثال يتعرض للضرر ببطء بسبب التلوث وكان في منطقة يصعب على الأشخاص زيارتها. عُرضت عملية نقل التمثال، الذي أبعاده 11 متر ارتفاع ويزن نحو 83 طن على التلفزيون المصري مباشرة. نُقل كاملًا على ظهر شاحنتين، قُطع التمثال إلى ثمانية قطع سابقًا حين نُقل من موقع اكتشافه في منتصف خمسينيات القرن العشرين.
في يونيو عام 2008، نُقل نصب مزرعة هاملتون التذكاري الوطني، منزل ألكسندر هاميلتون في عام 1802 في مدينة نيويورك، من ساحة ضيقة في جادة كونفنت إلى مكان أكثر اتساعًا مقابل شارع غرب 141، قرب حديقة سان نيكولاس، حيث يخضع حاليًا لعملية ترميم كاملة. في الحقيقة إنها المرة الثانية التي يُنقل فيها القصر الذي يبلغ وزنه 298 طن. عام 1889، نُقل من موقعه الأصلي في شارع غرب 143 إلى ملكية كنيسة على بعد مربعين سكنيين.
نُقل منزل ناثانيان ليب (1969)، من تصميم المعماري روبرت فينتوري، بواسطة بارجة من جزيرة لونغ بيتش، نيوجرسي، إلى غلين كوف، نيويورك عام 2009.
في أبريل عام 2013، بسبب أعمال البناء في شارع فوزولي نُقل منزل مليونير باكو المشهور، إيسا بي هاجينسكي، في باكو (أذربيجان)، والذي بُني عام 1908، 10 متر لحمايته، باعتباره نصب معماري وتاريخي. وزن هذا البناء هو 18,000 طن. كان أثقل مبنى في العالم يجري نقله.
نُقل منزل ويليام ووكر، بُني نحو 1904، 500 قدم حين قرر المالك الجديد، توماس تال، أن يحافظ على المنزل بدل هدمه. بدأت عملية النقل في أغسطس عام 2016. كان المنزل مُصممًا من قِبل شركة لونغفيلو وألدين وهارلو المعمارية. 
في 21 ديسمبر عام 2016 نُقل جزء من فندق بيلفيو-بيلتمور ووضع على أساسات جديدة، ليُحول إلى نُزل مع مساحة للمناسبات ومتجر مثلجات وقاعة تاريخ.